# Programowalna pamięć tylko do odczytu
PROM (ang. Programmable ROM) – pamięć komputerowa jednokrotnego zapisu, zbudowana w postaci układu scalonego.
Programowanie pamięci PROM polega na podaniu między linię bitu, a linię słowa napięcia od kilkunastu do kilkudziesięciu woltów, które przepala element łączący linię bitu i linię słowa. Opornik przepala się na przerwę, a tranzystory na zwarcie.
Pamięci z matrycą oporową mają wpisane jedynki, a przy programowaniu wpisujemy 0. Pamięci z matrycą tranzystorową mają najczęściej wpisane 0, a przy programowaniu wpisujemy 1.
Proces programowania nie następuje w momencie produkcji. Można ją zaprogramować samodzielnie po kupieniu.
Przykładem takiej pamięci, wykonanej w technice TTL, jest układ scalony DM74S288 (produkcji National Semiconductor) o pojemności 256b i organizacji 32 × 8b.
W pamięć PROM jest wyposażany również szereg mikroprocesorów jednoukładowych np. PIC z literą C. Układ jest programowalny w trakcie lub tuż po montażu i w pełni funkcjonalny dla odpowiednika z pamięcią Flash, ale znacząco tańszy w skali produkcji. W urządzeniach z pamięcią PROM nie można aktualizować oprogramowania.